# Los Chłopacos
Los Chłopacos – polski komediodramat fabularny z 2003 roku w reżyserii Gerwazego Reguły, zrealizowany w nurcie kina niezależnego. W jednej z głównych ról wystąpił Jacek Borusiński, znany jako aktor grupy Mumio.

## Opis fabuły
Dastin i Konrad to dwaj pozbawieni perspektyw koledzy z bloku. Konrad marzy o małżeństwie z Dolores, która jednak oczekuje od niego drogich prezentów. Konrad kupuje na kredyt używane BMW dla ukochanej od miejscowego mafioso, jednak nie ma pieniędzy na spłatę długu, przez co grozi mu pobicie i śmierć. Szukając pomysłu na zarobek, zakładają wspólnie z Dastinem Pogotowie Bioenergoterapeutyczne, choć żaden z nich nie czuje w sobie żadnej szczególnej mocy.

## Obsada
- Jacek Borusiński – Dastin
- Robert Żołędziewski – Konrad
- Katarzyna Studniak – Dolores
- Urszula Sadowińska – Kasia
- Jacenty Jędrusik – ojciec chrzestny

i inni